# هری سیدو

هری سیدو (متولد ۸ ژوئیه ۱۹۵۷) یک سیاستمدار و تاجر جمهوری‌خواه آمریکایی است که چهل و ششمین و شهردار فعلی آناهایم، کالیفرنیا است که در انتخابات ۲۰۱۸ برنده این مقام شد. او اولین شهردار سیک شهر و اولین فرد رنگین‌پوست است که به عنوان شهردار آناهایم فعالیت می‌کند. وی عضو سابق شورای شهر آناهایم و شهردار سابق تیم آناهایم است.
سیدو دارای مدرک مهندسی مکانیک از دانشگاه درکسل است. او به عنوان مهندس مشاور مشغول به بود. سیدو به عنوان مدیر هیئت ناحیه آب نارنجی کانتی نیز خدمت کرده‌است. وی در سال ۱۹۷۹ شهروند ایالات متحده شد.